# Show Me How You Burlesque
Show Me How You Burlesque – piosenka R&B stworzona na ścieżkę dźwiękową Burlesque: Original Motion Picture Soundtrack (2010). Wykonywany przez amerykańską piosenkarkę Christinę Aguilerę oraz wyprodukowany przez Christophera „Tricky’ego” Stewarta, utwór wydany został jako czwarty i finalny singel promujący krążek dnia 4 lutego 2011 roku. Odliczając poprzedni singel, „Bound to You”, opublikowany jedynie w postaci wydawnictwa promocyjnego, „Show Me How You Burlesque” był trzecim oficjalnym singlem z płyty.
Kompozycja została wyróżniona pozytywnymi recenzjami. Krytycy docenili ją jako pomysłową, umiejętnie sumującą tradycyjny, jazzowy styl z nowoczesnymi dźwiękami, pisali też o jej chwytliwości i dynamiczności. „Show Me How You Burlesque” był notowany na listach przebojów w czternastu krajach świata, w tym wysoko w Nowej Zelandii (miejsce 8. tamtejszego zestawienia singli), Danii, Tajwanie i na Malcie. Na początku grudnia 2010 debiutował także na pozycji #70 notowania Billboard Hot 100.

## Informacje o utworze

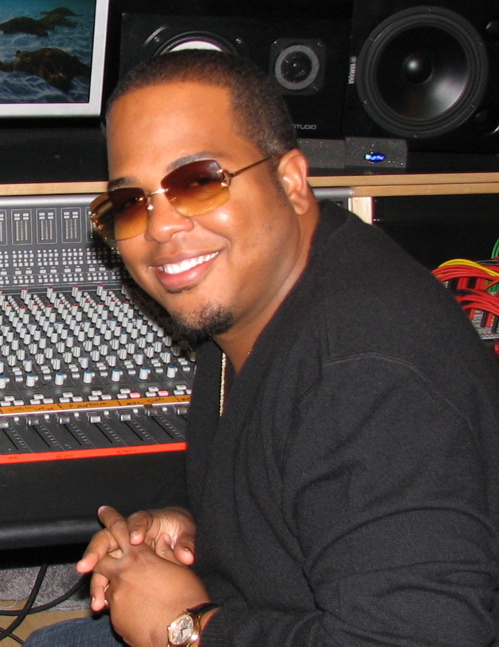
Współautor nagrania Christopher „Tricky” Stewart.

Na początku 2010 roku w Internecie pojawiła się wersja demo piosenki, wówczas zatytułowana „Spotlight”. Pojawiającym się spekulacjom, jakoby utwór miał zostać częścią niewydanego jeszcze wtedy szóstego albumu studyjnego Aguilery Bionic, szybko zaprzeczyło RCA Records. W pracach nad nagraniem uczestniczyli Christopher „Tricky” Stewart, Claude Kelly oraz Aguilera, która została autorką pierwszych wersów tekstu. Kompozycja nagrywana była w czterech studiach: The Village Recorder i Larrabee Sound Studios w Los Angeles, The Boom Boom Room w Burbank oraz Triangle Sound Studios w Atlancie, na przestrzeni lat 2009 i 2010. Stanowi miks gatunków R&B, dance-popu i jazzu. W trakcie jej rejestrowania wykorzystano takie instrumenty muzyczne, jak saksofon, puzon, trąbka czy perkusja. W utworze głos artystki opiera się na oktawach, od F3 do F5. Całe nagranie skomponowano w tonacji D-dur. „Show Me How You Burlesque” oparty jest na umiarkowanie szybkich ruchach 70 uderzeń na minutę. W filmie Burleska (Burlesque, 2010), w którym Aguilera występuje w głównej roli, piosenka zaprezentowana jest jako finałowa, w ostatniej scenie przed napisami końcowymi.

## Wydanie singla
Utwór wydany został jako czwarty (trzeci, jeśli odliczyć wydawnictwo promo „Bound to You”) i ostatni singel promujący ścieżkę dźwiękową z filmu Burleska dnia 4 lutego 2011 roku. Wcześniej, 22 listopada 2010, w dniu premiery albumu Burlesque: Original Motion Picture Soundtrack w Stanach Zjednoczonych i Wielkiej Brytanii, „Show Me How You Burlesque” został udostępniony klientom serwisu iTunes Store. Popularność piosenki przerosła zainteresowanie pierwszym singlem promującym soundtrack, „Express” (wyd. 19 listopada); na początku grudnia 2010 zadebiutowała ona w prestiżowych notowaniach Billboard Hot 100 oraz Canadian Hot 100, kolejno na pozycjach #70 i #92. W Nowej Zelandii kompozycja uplasowała się na ósmym miejscu listy RIANZ Top 40 Singles, w Australii zajęła pozycję dwudziestą dziewiątą notowania ARIA Top 100 Singles. W 2011 utwór zyskał popularność w krajach Europy. W styczniu notowany był na oficjalnych listach przebojów Niemiec (na miejscu #89) i Szwajcarii (#26). 17 stycznia 2011 „Show Me How You Burlesque” został udostępniony w polskich stacjach radiowych w formacie airplay. W dziewiątym cotygodniowym notowaniu najczęściej pobieranych cyfrowo piosenek w Finlandii „Show Me How You Burlesque” zajął 23. miejsce. Utwór został też hitem w Danii, Tajwanie, na Malcie, w Szwecji i Chorwacji, będąc notowanym w Top 20 tamtejszych list przebojów. Na całym świecie wyprzedano blisko czterysta dwadzieścia pięć tysięcy cyfrowych egzemplarzy singla. Piosenka nie została wydana w formie fizycznej, na płytach kompaktowych.

## Opinie
Według redaktorów strony internetowej the-rockferry.onet.pl, „Show Me How You Burlesque” to jedna z najlepszych kompozycji nagranych przez Aguilerę w latach 1997–2010. W zestawieniu stu najważniejszych utworów artystki z tego okresu serwis przypisał singlowi pozycję #17.

### Recenzje
Piosenka została pozytywnie oceniona przez krytyków muzycznych. Zdaniem recenzenta filmowo-muzycznego serwisu internetowego Movie Buzzers, „Express” i „Show Me How You Burlesque” są seksownymi, energicznymi utworami, które stanowią dopełnienie talentu Aguilery i obrazują, jak dobrze przygotowała się ona jako tancerka do udziału w muzycznym filmie Burleska. Marek Michalak (tuba.pl) pisał o „Show Me How You Burlesque” jako o „dobrze wypadającym, energetycznym kawałku, umiejętnie łączącym tradycyjne dźwięki z nowoczesnym beatem”. Pamflecistka witryny Gordon and the Whale Allison Loring, recenzując ścieżkę dźwiękową do filmu Burleska, doceniła piosenkę „Show Me How You Burlesque”; nazwała ją „numerem doskonale reprezentującym film, z mocnymi wokalami i chwytliwym, dance’owym beatem”. Również Antoine Reid, redaktor strony Decaptain.com, wydał utworowi pozytywne omówienie, chwaląc jego big-bandowy, swingowy styl oraz pomysł na realizację kompozycji zgodnie z zasadą call-and-response (budowanie w dziele muzycznym fraz parami, w których pierwsza fraza stanowi pytanie, a druga jest reakcją na frazę pierwszą).

## Promocja
23 listopada 2010 Aguilera pojawiła się w trakcie finałowego odcinka jedenastej edycji programu rozrywkowego Dancing with the Stars, po raz pierwszy wykonując publicznie piosenkę „Show Me How You Burlesque”. Utwór nie był promowany wideoklipem, podobnie jak dwa poprzednie single ze ścieżki dźwiękowej do filmu Burleska – „Express” oraz „Bound to You”.

## Spuścizna
Utwór został wykorzystany w programie łyżwiarskim All That Skate. Układ choreograficzny wykonała Joannie Rochette. Pod koniec kwietnia 2016 roku cover piosenki został wykonany na łamach filipińskiej edycji programu telewizyjnego Lip Sync Battle. Przed zgromadzoną w studio publicznością utwór wykonany został przez parę aktorów, Gabbi Garcię i Ruru Madrida. W listopadzie 2019 roku Barbara Isasi zaśpiewała „Show Me How You Burlesque” w programie Te cunosc de undeva!, nadawanym przez telewizję Antena 1. Wiosną 2020 roku telewizja HBO wyemitowała serial dokumentalny We’re Here, w którym drag queen Eureka O’Hara lip-syncowała piosenkę i do niej zatańczyła.

## Lista utworów singla
Digital download
1. „Show Me How You Burlesque” – 2:59

## Remiksy utworu
- Brian Cua Club Mix – 7:45
- DJ Aby Remix – 5:09
- Joaquin Escalante Remix – 3:47
- Karlos Ramos Swing Remix – 3:42
- Dj FlashOut Remix – 4:16

## Twórcy
| - Główne wokale: Christina Aguilera - Producent: Christopher „Tricky” Stewart - Autor: Christina Aguilera, Christopher „Tricky” Stewart, Claude Kelly - Nagrywanie: Oscar Ramirez - Producent wokalu: Claude Kelly - Inżynier dźwięku: Brian „B-LUV” Thomas, Andrew Wuepper, Pat Thrall - Mixer: Jaycen Joshua | - Asystent mixera: Jesus Garnica - Perkusja: Joan Manuel Leguizamo, Pablo Correa, Andrew Wuepper, Brian „B-LUV” Thomas, Chris Galland, Luis Navarro - Trąbka: Arturo Solar - Puzon: Alejandro Carballo - Saksofon: James King - Róg: Brian „B-LUV” Thomas, Andrew Wuepper |

## Pozycje na listach przebojów
| Kraj/region       | Notowanie (2010/2011)  | Wydawca              | Najwyższa pozycja |
| ----------------- | ---------------------- | -------------------- | ----------------- |
| Australia         | Top 100 Digital Tracks | ARIA Charts          | 29                |
| Australia         | Top 100 Singles        | ARIA Charts          | 29                |
| Chorwacja         | Top 100 Airplay        | YE                   | 20                |
| Dania             | Dance Top 50           | IFPI                 | 3                 |
| Europa            | Hot 100 Singles        | Billboard            | 199               |
| Finlandia         | Top 30 Digital Songs   | ÄKT                  | 23                |
| Japonia           | Airplay Chart          | Soundcharts          | 50                |
| Kanada            | Canadian Hot 100       | Billboard            | 92                |
| Kanada            | Top Digital Songs      | Billboard            | 47                |
| Korea Południowa  | Airplay Chart (Daily)  | Soundcharts          | 44                |
| Korea Południowa  | Airplay Chart (Weekly) | Soundcharts          | 98                |
| Korea Południowa  | Top 100 Singles        | Gaon Chart           | 118               |
| Malta             | Top 20 Singles         | IFPI                 | 10                |
| Niemcy            | Top 100 Singles        | Media Control Charts | 89                |
| Nowa Zelandia     | Official Airplay Chart | Radioscope           | 7                 |
| Nowa Zelandia     | Top 40 Singles         | RIANZ                | 8                 |
| Polska            | Top 50 Singles         | IFPI                 | 43                |
| Stany Zjednoczone | Billboard Hot 100      | Billboard            | 70                |
| Stany Zjednoczone | Digital Songs          | Billboard            | 42                |
| Szwajcaria        | Top 100 Singles        | Schweizer Hitparade  | 26                |
| Szwecja           | Top 100 Airplay        | IFPI                 | 17                |
| Tajwan            | Top 50 Singles         | RIT                  | 9                 |
| Włochy            | Top 50 Singles         | FIMI                 | 47                |

## Historia wydania
| Kraj      | Data             | Format           | Wytwórnia                |
| --------- | ---------------- | ---------------- | ------------------------ |
| Polska    | 17 stycznia 2011 | airplay          | Sony Music Entertainment |
| Belgia    | 4 lutego 2011    | digital download | RCA Records              |
| Finlandia | 4 lutego 2011    | digital download | RCA Records              |
| Niemcy    | 4 lutego 2011    | digital download | RCA Records              |
| Norwegia  | 4 lutego 2011    | digital download | RCA Records              |
| Hiszpania | 4 lutego 2011    | digital download | RCA Records              |
| Szwecja   | 4 lutego 2011    | digital download | RCA Records              |